# معاهدة الدفاع المشترك والتعاون الاقتصادي
معاهدة الدفاع المشترك والتعاون الاقتصادي لجامعة الدول العربية هي معاهدة بين الدول الأعضاء في جامعة الدول العربية وقعت في 18 يونيو 1950 في القاهرة عاصمة مصر.
أنشأت المعاهدة منظمتين رئيسيتين للجامعة العربية:
- مجلس الدفاع المشترك.
- المجلس الاقتصادي (التي أعيد تسميته إلى المجلس الاقتصادي والاجتماعي في عام 1980).

تقرير المجلسين يرفع إلى مجلس جامعة الدول العربية.